# Sonesanith Phommachan
Sonesanith Phommachan (laotisch ສອນສະນິດ ພົມມະຈັນ, * 11. November 2002 in der Provinz Sainyabuli) ist ein laotischer Fußballspieler.

## Karriere
Sonesanith Phommachan stand von Januar 2020 bis Juni 2020 beim Erstligisten Master 7 FC in der Hauptstadt Vientiane unter Vertrag. Vor dem Start der Saison 2020 wurde sein Vertrag aufgelöst. Wo er von Juli 2020 bis Dezember 2021 unter Vertrag stand, ist unbekannt. Im Januar 2022 nahm ihn sein ehemaliger Verein Master 7 wieder unter Vertrag. Am Ende der Saison 2022 und 2023 feierte er mit dem Verein die Vizemeisterschaft.

## Erfolge
Master 7 FC
- Laotischer Vizemeister: 2022, 2023